# Alexandra Arce
Alexandra Manuela Arce Plúas (Guayaquil, 31 de julio de 1977) es una ingeniera comercial y política ecuatoriana. Se desempeñó como asambleísta nacional en dos periodos no consecutivos: en 2013 y entra 2021-2022. Fue además, entre 2014 y 2019, la alcaldesa de Durán, siendo concejala de 2009 a 2012.

## Biografía
Nació el 31 de julio de 1977 en Guayaquil. Realizó sus estudios superiores en la Universidad Laica Vicente Rocafuerte, donde obtuvo el título de ingeniera comercial.
En las elecciones seccionales de 2009 fue elegida concejala de Durán por el movimiento Alianza PAIS. Durante su tiempo en el cargo se posicionó en contra de las políticas del alcalde Dalton Narváez, del Partido Social Cristiano. En mayo de 2010 realizó una denuncia en la fiscalía contra el alcalde y su madre, la exalcaldesa Mariana Mendieta, por supuestas agresiones físicas a las que habría sido víctima luego de denunciar actos de corrupción cometidos por el alcalde.
En las elecciones legislativas de 2013 fue elegida asambleísta en representación del distrito 3 de la provincia de Guayas por Alianza PAIS. En noviembre del mismo año renunció al cargo para participar como candidata a la alcaldía de Durán en las elecciones seccionales de 2014, donde venció al alcalde Dalton Narváez, que buscaba la reelección.
Días después de asumir el puesto declaró en emergencia al municipio de la ciudad para que la Contraloría de Estado investigara supuestas irregularidades cometidas por la administración anterior que habrían provocado un perjuicio de más de 9 millones de dólares.
Para las elecciones seccionales de 2019 intentó ser reelegida como alcaldesa, pero perdió la elección. En las elecciones legislativas de 2021 fue elegida asambleísta en representación del distrito 3 de la provincia de Guayas por la alianza UNES

## Controversias
El 13 de octubre de 2019, Arce fue detenida preventivamente por presunto delito de asociación ilícita para la paralización de servicios, rebelión y discordia durante manifestaciones en contra de las medidas económicas del gobierno de Moreno.
Tras ocho meses después de haber sido detenida y enviada a la cárcel, fue absuelta mediante un auto de sobreseimiento definitivo.